# Luis Carlos Cuartero
Luis Carlos Cuartero Lafarga (Saragozza, 17 agosto 1975) è un ex calciatore spagnolo, di ruolo difensore.

## Carriera

### Club
Entrò da ragazzo nelle giovanili del Real Saragozza, esordì in prima squadra il 20 giugno 1993 contro l'Atlético Madrid. Ha giocato per tutta la carriera con la maglia del Saragozza vincendo due Coppe di Spagna, una Supercoppa spagnola e la Coppa delle Coppe 1994-1995. In totale ha collezionato 178 presenze nella Primera División, giocando anche in Segunda División nella stagioni 2002–2003 e 2008–2009, l'ultima giocata da Cuartero.

### Nazionale
Ha giocato nelle nazionali giovanili spagnole, vincendo il Campionato europeo di calcio Under-21 del 1998, tuttavia non ha mai esordito con la nazionale maggiore.

## Palmarès

### Club

#### Competizioni nazionali
- Coppa di Spagna: 2

Real Saragozza: 2000-2001, 2003-2004
- Supercoppa di Spagna: 1

Real Saragozza: 2004

#### Competizioni internazionali
- Coppa delle Coppe: 1

Real Saragozza: 1994-1995

### Nazionale
- Campionato europeo di calcio Under-21: 1

1998